# Свенсон, Джип
Роберт Александр Свенсон-младший (англ. Robert Alexander Swenson, Jr.; 5 января 1957 года, Сан-Антонио, Техас — 18 августа 1997 года, Лос-Анджелес, Калифорния) — американский рестлер, актёр и каскадёр. Более известен как Джип Свенсон.

## Карьера
Свенсон выступал в World Class Championship Wrestling в 1987 и 1988 годах под именем Джип Свенсон, его менеджером был Гэри Харт. Он дебютировал 7 марта 1987 года, победив Перри Джексона в 2-минутном матче. Его основная вражда была с Брюзером Броуди, который выступал под маской Ред Ривер Джека. Броди победил его на Parade of Champions 1987 года. По словам Свенсона, в то время у него были самые большие бицепсы в мире (они были занесены в Книгу рекордов Гиннеса). С 1993 по 1994 год он выступал в Global Wrestling Federation в Техасе, где враждовал с Ахмедом Джонсоном.
Свенсон вернулся в рестлинг для участия в матче на PPV-шоу World Championship Wrestling Uncensored 24 марта 1996 года. Он выступал в составе «Альянс за прекращение Халкамании». Он получил имя Окончательное решение, но после жалоб еврейских организаций в корпоративные офисы Turner, его персонаж был переименован в Последнее решение. WCW утверждала, что они не знали, что «Окончательное решение» — это название, которое Адольф Гитлер дал своему плану по уничтожению евреев. Альянс состоял из «Подземелья судьбы», «Четырех всадников», Последнего решения и З-Гангста, которые работали над завершением карьеры Халка Хогана.
Свенсон дважды пытался стать профессиональным боксёром, но обе попытки были неудачными. Его первый бой в 1983 году против Фрэнка Гарсия на 57 секунде закончился техническим нокаутом. В 1996 году он дал второй бой против Тони Хальме. На 3 минуте (2:28) проиграл нокаутом.

Джип Свенсон в роли Бейна

Из самых ярких ролей Джипа Свенсона можно выделить охранника Колтона в фильме «Пуленепробиваемый» и его самый известный персонаж Бейн, в фильме «Бэтмен и Робин», а также фильм «Без правил», где сыграл совместно с другими популярными рестлерами.

## Личная жизнь
Своё прозвище получил от своего отца Роберта Александра Свенсона (солдата по прозвищу «Танк»). Мать — Патриция Максин. Был женат на Эрин Хиллсман, супружеская пара имела 4 детей (дочерей).

## Смерть
18 августа 1997 года Свенсон умер от сердечной недостаточности в «UCLA Medical Center». Ему было 40 лет. Халк Хоган и Джеймс Каан произнесли траурные речи на похоронах Свенсона.

## Фильмография
| Год       | Русское название   | Оригинальное название | Роль         |
| --------- | ------------------ | --------------------- | ------------ |
| 1997      | Отряд возмездия    | The Bad Pack          |              |
| 1997      | Бэтмен и Робин     | Batman & Robin        | Бейн         |
| 1996      | Пуленепробиваемый  | Bulletproof           | Охранник     |
| 1996      |                    | WCW Uncensored        |              |
| 1995—2001 |                    | WCW Monday Nitro      |              |
| 1993—2001 | Крутой Уокер       | Walker, Texas Range   | Джумбо Старк |
| 1989      | Без правил         | No Holds Barred       |              |
| 1980      | Драка в Бэттл Крик | The Big Brawl         | Головорез    |